# Ngoại giao Việt Nam thời Tiền Lê
Ngoại giao Việt Nam thời Tiền Lê phản ánh các hoạt động ngoại giao của chính quyền nhà Tiền Lê từ năm 980 đến năm 1009 trong lịch sử Việt Nam.

## Hoàn cảnh
Năm 979, cha con vua Đinh Tiên Hoàng và Nam Việt vương Đinh Liễn bị ám hại. Con nhỏ của vua là Đinh Toàn được lập lên ngôi. Thập đạo tướng quân Lê Hoàn tư thông với Dương thái hậu và thao túng triều đình khiến các đại thần Nguyễn Bặc, Đinh Điền, Phạm Hạp bất bình khởi binh chống lại nhưng không thành và bị Lê Hoàn giết chết.
Tháng 6 năm 980, Tri Ung Châu của nhà Tống là Hầu Nhân Bảo dâng thư tâu với Tống Thái Tông nên nhân lúc cha con Đinh Tiên Hoàng bị giết mà mang quân sang đánh. Tống Thái Tông nghe theo, điều các lộ quân Quảng châu, Ninh châu, Lan Lăng giao cho Hầu Nhân Bảo chuẩn bị tiến sang.
Tháng 7 năm 980, nghe tin báo từ Lạng Châu, Lê Hoàn được sự ủng hộ của Dương thái hậu và tướng Phạm Cự Lạng bèn lên ngôi hoàng đế thay Đinh Toàn.

## Ngoại giao với Trung Quốc

### Trước chiến tranh 981
Từ khi Lê Hoàn lên ngôi đến trước cuộc chiến tranh 981, Lê Hoàn bang giao với nhà Tống vẫn trên danh nghĩa Đinh Toàn.
Tháng 8 năm 980, Tống Thái Tông chưa biết việc thay ngôi của Lê Hoàn, chính thức phát lệnh đánh Đại Cồ Việt. Vua Tống sai Lư Đa Tốn sang đưa thư sang dùng lời lẽ dọa nạt và dụ Đinh Toàn quy phục.
Tháng 10 năm đó, Lê Hoàn sai nha hiệu là Giang Cự Vọng, Vương Thiệu Tộ đưa thư sang nước Tống giả làm thư của Vệ Vương Đinh Toàn thỉnh cầu nối ngôi cha, xin ban cho mệnh lệnh chính thức, ý muốn hoãn binh nhà Tống.
Tống Thái Tông đang muốn trách hỏi về việc xưng đế đổi niên hiệu, bèn sai Trương Tông Quyền đưa thư trả lời yêu cầu mẹ con Đinh Toàn cùng thân thuộc sang quy phụ nhà Tống thì sẽ được phong chức, nhưng Lê Hoàn không chịu nghe theo.
Tháng 4 năm 981, quân Tống tiến sang đánh Đại Cồ Việt, bị Lê Hoàn đánh bại.

### Sau chiến tranh 981

#### Thời Lê Đại Hành
Nhà Tống sau thất bại lại liên tiếp phải đối phó với nhà Liêu ở phía bắc nên tỏ ra rất mềm mỏng với nhà Tiền Lê. Trong nhiều năm dưới thời Tiền Lê, nhà Tống luôn tỏ rõ sự cố gắng giữ gìn quan hệ thân thiện giữa hai nước.
Năm 983 Lê Đại Hành sai sứ sang thông hiếu với nhà Tống lần đầu. Năm 985, Tống Thái Tông sai sứ sang thăm Đại Cồ Việt. Lê Đại Hành sai sứ sang nhà Tống lần thứ 2, xin giữ chức Tiết Trấn
Tháng 10 năm 986, Tống Thái Tông sai Tả bổ khuyết Lý Nhược Chuyết, Quốc Tử Giám bác sĩ Lý Giác mang chế sách sang phong cho Lê Đại Hành làm An Nam đô hộ Tĩnh Hải quân Tiết độ sử kinh triệu quận hầu. Từ đó nhà Tống công nhận nhà Tiền Lê, không hỏi tới dòng dõi nhà Đinh nữa.
Năm 987, Lý Giác lại đi sứ sang Đại Cồ Việt. Trong lần này Lý Giác đã cùng họa thơ với nhà sư Đỗ Pháp Thuận (được Lê Đại Hành sai đóng vai người coi sông, chèo thuyền cho sứ giả). Khi trở về, Lý Giác làm thơ tiễn có câu: "Thiên ngoại hữu thiên ưng viễn chiếu", nghĩa là: Ngoài trời lại có trời soi nữa. Sư Khuông Việt nói rằng thơ này có ý tôn Lê Hoàn không khác gì vua Tống.
Năm 988, Tống Thái Tông lại sai sứ sang gia phong Lê Hoàn làm Kiểm hiệu thái úy.
Năm 990, nhà Tống lại cử Tống Cảo đi sứ Đại Cồ Việt lần nữa. Lê Văn Siêu bình luận điều này cho rằng: thượng quốc ít khi chịu mất công vì nước nhỏ như vậy, vì nhà Tống trong thời kỳ giao tranh với nước Liêu năm 986 và bộ lạc Thảng Cốt năm 990.
Khi sứ Tống là Tống Cảo sang phong chức, Lê Hoàn nhận tờ chiếu của vua Tống mà không chịu quỳ, nói thác rằng bị ngã ngựa đau chân. Lúc đó sứ Tống im lặng không thắc mắc gì. Lê Văn Siêu cho rằng điều này hoàn toàn là do sự ngang ngạnh của vua Lê và không phải Tống Cảo không biết, nhưng đã không phản ứng. Trong sớ tâu Tống Thái Tông sau này, Tống Cảo nói rằng dù thác cớ đau chân nhưng ngay sau đó Lê Hoàn lại có thể đi chân đất, cầm cần câu lội xuống nước câu cá.
Trong lần tiếp sứ Tống, Lê Hoàn còn làm những việc trêu chọc sứ phương bắc khác như sai người mang con hổ đến công quán cho sứ Tống xem; lại sai mang con trăn lớn đến công quán, hỏi sứ Tống có ăn được thì làm cơm thết đãi. Sứ Tống khước từ không nhận và không dám nổi nóng theo tư thế của sứ giả thiên triều.
Sau đó Lê Hoàn nói với Tống Cảo về việc ngoại giao:
Sau này có quốc thư thì cho giao nhận ở đầu địa giới, khỏi phiền sứ thần đến tận đây nữa.
Tống Cảo về tâu lại, Tống Thái Tông bằng lòng với đề nghị của vua Lê.
Năm 995, nhà Tống lại sai Vương Thế Tắc và Lý Cư Giản sang phong Lê Hoàn làm Giao Chỉ quận vương. Năm 995-996 ở biên giới hai bên đã có biến cố vì sự bạo loạn của các thổ quan vùng khe động. Tướng nhà Tống bắt bắt hơn 100 người làm loạn trả lại cho Đại Cồ Việt. Phía nhà Lê cũng bắt 27 người trả lại phía Tống và sai sứ sang tạ ơn. Nhà Tống lại sai Lý Nhược Chuyết mang chiếu thư và đai ngọc sang ban cho Lê Hoàn.
Năm 997, nhà Tống lại gia phong vua Lê làm Nam Bình vương.
Năm 1004, Lê Đại Hành sai hoàng tử Lê Long Đề đi sứ Tống. Sang năm 1005 khi Long Đề chưa trở về thì Lê Hoàn mất, các con tranh ngôi, trong nước loạn lạc. Mình Đề phải ở lại trú ở Quảng Châu. Triều thần nhà Tống xui Tống Chân Tông phát binh đánh, nhưng vua Tống cho rằng nhà Lê giữ lệ tiến cống và sai con sang chầu, không nên đánh để giữ cho phía nam yên ổn.

#### Thời Lê Long Đĩnh
Cuối năm 1005, Lê Long Đĩnh giết anh là Trung Tông giành được ngôi vua. Nhà Tống không can thiệp. Sang năm 1007, Tống Chân Tông sai sứ sang phong cho Long Đĩnh làm Giao Chỉ quận vương và đúc ấn đưa sang.
Năm 1009, Lê Ngọa Triều sai sứ đem biếu nhà Tống con tê ngưu thuần. Vua Tống cho rằng tê ngưu từ xa đến, không hợp thủy thổ muốn trả lại; nhưng sợ phật ý vua Lê, đợi cho sứ Đại Cồ Việt về rồi mới mang thả ra biển. Lê Ngọa Triều sau đó lại xin áo giáp mũ trụ giát vàng, vua Tống bằng lòng cho.
Như vậy trong 30 năm tồn tại, nhà Tiền Lê đã sang sứ nhà Bắc Tống 7 lần và 11 lần tiếp đón sứ nhà Bắc Tống. Trong đó, 2 lần đón sứ và 1 lần sang sứ trong năm 980 Lê Đại Hành mới lên ngôi, nhân danh vua Đinh Toàn làm ngoại giao. Từ năm 983 tới 1009 nhà Tiền Lê chỉ sai sứ sang Biện Kinh 6 lần, ngược lại các vua Tống có tới 9 lần phái sứ sang Đại Cồ Việt để giữ quan hệ hòa hiếu phía nam.

## Ngoại giao với Chiêm Thành
Sau khi thắng quân Tống, Lê Đại Hành sai Từ Mục, Ngô Tử Canh sang sứ Chiêm Thành. Vua Chiêm là Bê Mi Thuế bắt giữ 2 sứ giả Đại Cồ Việt. Lê Đại Hành nổi giận, sai đóng chiến thuyền sửa binh khí, tự làm tướng đi đánh, chém Bê Mi Thuế tại trận, rồi tiến vào nước Chiêm san phẳng thành trì.
Năm 992, vua Chiêm mới là Harivarman II sai sứ sang xin lại 360 tù binh bị bắt giữ mang về châu Ô Lý. Harivarman II sai sứ là Chế Đông sang dâng sản vật địa phương, vua Lê trách là trái lễ, không nhận. Harivarman II sợ hãi, năm 994 lại sai cháu Chế Cai sang chầu. Từ đó quan hệ hai bên khá yên ổn không xảy ra xung đột.

## Các nhà ngoại giao
- Tiền Lê:
  - Giang Cự Vọng
  - Vương Thiệu Tộ
  - Từ Mục
  - Ngô Tử Canh
  - Lê Long Đề
- Tống:
  - Lư Đa Tốn
  - Trương Tông Quyền
  - Lý Nhược Chuyết
  - Lý Giác
  - Vương Thế Tắc
  - Lý Cư Giản
  - Tống Cảo
- Chiêm Thành:
  - Chế Đông
  - Chế Cai